# Comuna Băița, Hunedoara
Băița (în maghiară: Boica, în germană: Berneseiten) este o comună în județul Hunedoara, Transilvania, România, formată din satele Barbura, Băița (reședința), Căinelu de Sus, Crăciunești, Fizeș, Hărțăgani, Lunca, Ormindea, Peștera, Săliște și Trestia.

## Stema
Are formă de scut cu marginile laterale rotunjite unde:
- în partea superioară, în câmp verde, se află trei crenguțe de stejar cu ghindă, de aur, reprezentând bogăția silvică și potențialul turistic al zonei
- în vârful (partea de jos) scutului, în câmp roșu, este o intrare de mină, neagră, zidită cu cărămizi inegale, de argint, în care broțează două ciocane de miner, încrucișate, de aur, reprezentând ocupația de bază a localnicilor
- scutul este timbrat sus de o coroană murală de argint cu turn crenelat, semnificând rangul de comună

## Demografie
Componența etnică a comunei Băița
     Români (89,08%)
     Alte etnii (1,09%)
     Necunoscută (9,83%)
Componența confesională a comunei Băița
     Ortodocși (87,05%)
     Alte religii (2,67%)
     Necunoscută (10,28%)
Conform recensământului efectuat în 2021, populația comunei Băița se ridică la 3.113 locuitori, în scădere față de recensământul anterior din 2011, când fuseseră înregistrați 3.712 locuitori. Majoritatea locuitorilor sunt români (89,08%), iar pentru 9,83% nu se cunoaște apartenența etnică. Din punct de vedere confesional, majoritatea locuitorilor sunt ortodocși (87,05%), iar pentru 10,28% nu se cunoaște apartenența confesională.

## Politică și administrație
Comuna Băița este administrată de un primar și un consiliu local compus din 13 consilieri. Primarul, Damian Diniș[*], de la Partidul Social Democrat, este în funcție din 2000. Începând cu alegerile locale din 2024, consiliul local are următoarea componență pe partide politice:
|  | Partid                          | Consilieri | Componența Consiliului | Componența Consiliului | Componența Consiliului | Componența Consiliului | Componența Consiliului | Componența Consiliului | Componența Consiliului |
|  | ------------------------------- | ---------- | ---------------------- | ---------------------- | ---------------------- | ---------------------- | ---------------------- | ---------------------- | ---------------------- |
|  | Partidul Social Democrat        | 7          |                        |                        |                        |                        |                        |                        |                        |
|  | Partidul Național Liberal       | 4          |                        |                        |                        |                        |                        |                        |                        |
|  | Alianța pentru Unirea Românilor | 1          |                        |                        |                        |                        |                        |                        |                        |
|  | Uniunea Salvați România         | 1          |                        |                        |                        |                        |                        |                        |                        |

## Atracții turistice
- Biserica de lemn „Buna Vestire" din satul Hărțăgani, construcție secolul al XVIII-lea, monument istoric
- Biserica de lemn „Sfântul Nicolae" din satul Peștera
- Biserica ortodoxă „Buna Vestire" din satul Băița
- Biserica ortodoxă „Buna Vestire" din satul Trestia
- Biserica romano-catolică Băița
- Mănăstirea „Acoperământul Maicii Domnului” din Băița
- Biserica ortodoxă din Ormindea
- Rezervația naturală „Calcarele din Dealu Măgura" (120 ha)
- Măgurile Băiței (sit de importanță comunitară inclus în rețeaua europeană Natura 2000 în România)

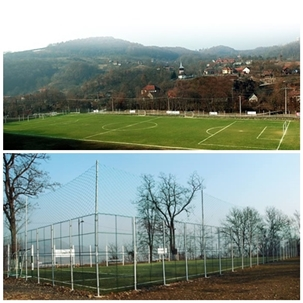
Terenurile de fotbal ale echipei „Şoimul” Băiţa

## Asociația Sportivă „Șoimul” Băița

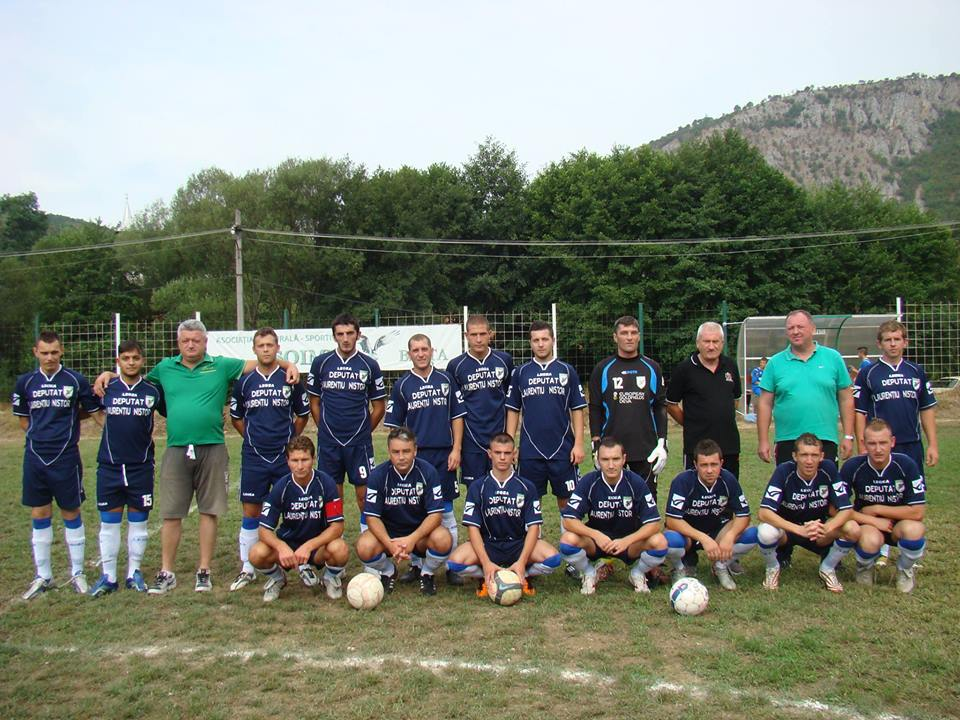
Echipa clubului în sezonul 2013 - 2014

În cadrul comunei există o asociație sportivă numită „Șoimul” Băița. Aceasta include:
- o echipă de fotbal seniori cu același nume fondată în anul 2010 și, care evoluează în Liga a IV-a[11].
- o echipă de fotbal juniori
- o echipă de fotbal feminină

Baza materială a asociației sportive include
- un teren cu gazon artificial[9] și instalație de iluminare pe dealul Haldina din Băița
- un stadion în satul Crăciunești, ce urmează a fi modernizat cu ajutorul fondurilor europene.[12]

Inițial înscrisă în Liga a V-a – seria a II-a, echipa de fotbal „Șoimul” Băița la finalul campionatului 2010-2011 s-a clasat pe locul I și a promovat în Liga a IV-a, în anii următori reușind să se claseze pe locul 10 din 17 echipe (2011-2012), respectiv 11 (2012-2013).
Lotul „Șoimului” Băița a suferit în timp numeroase modificări.
Există și o întrecere sportivă găzduită din anul 2010 de comuna Băița – Cupa „Șoimul” Băița, ce dă posibilitatea tuturor celor din comună ce iubesc fotbalul să se manifeste într-un cadru organizat.
Asociația sportivă locală a reușit să obțină sprijin inclusiv la nivel județean. sau de la investitori privați.

## Imagini

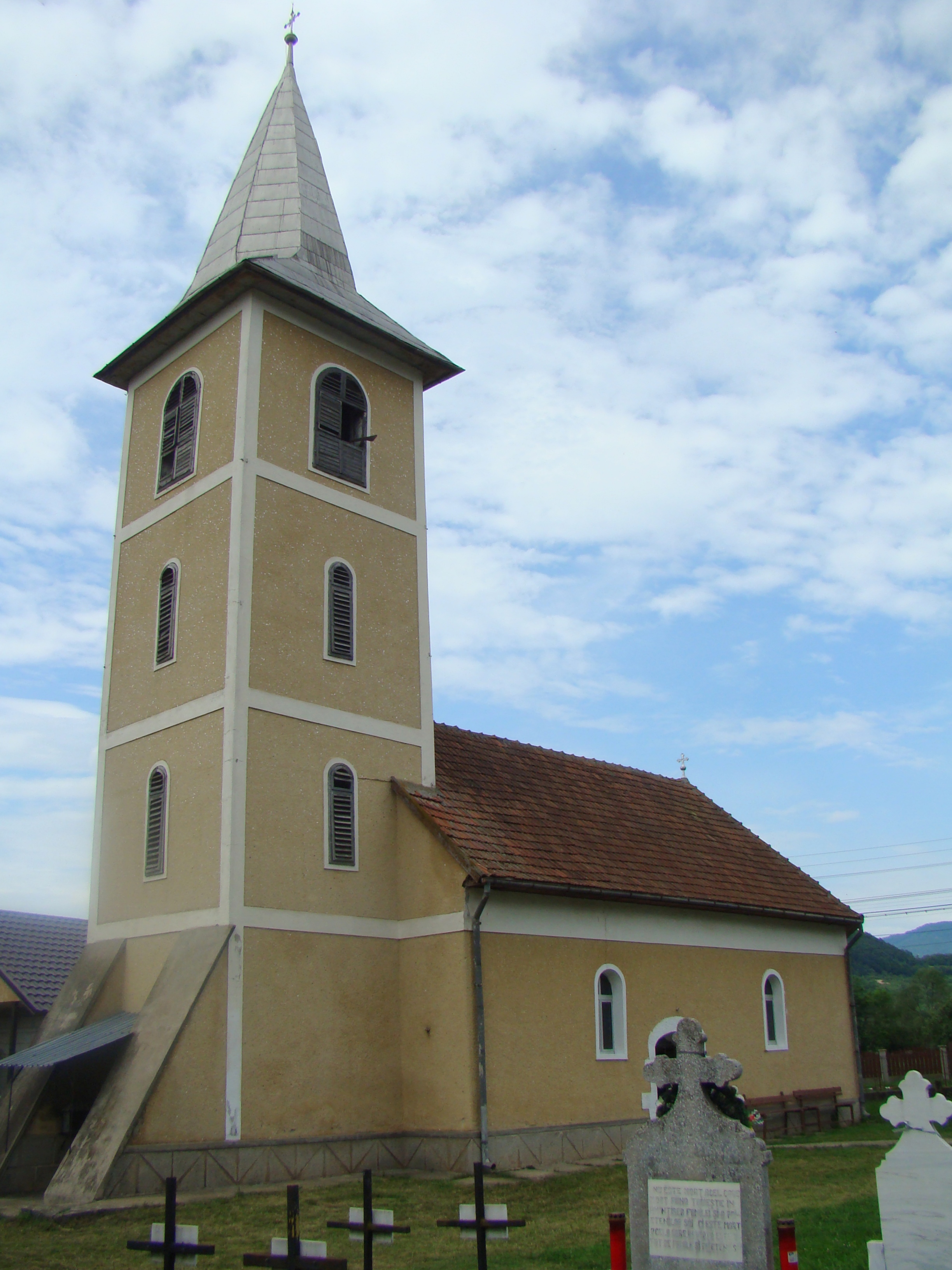
Biserica „Buna Vestire” din satul Băița (monument istoric)
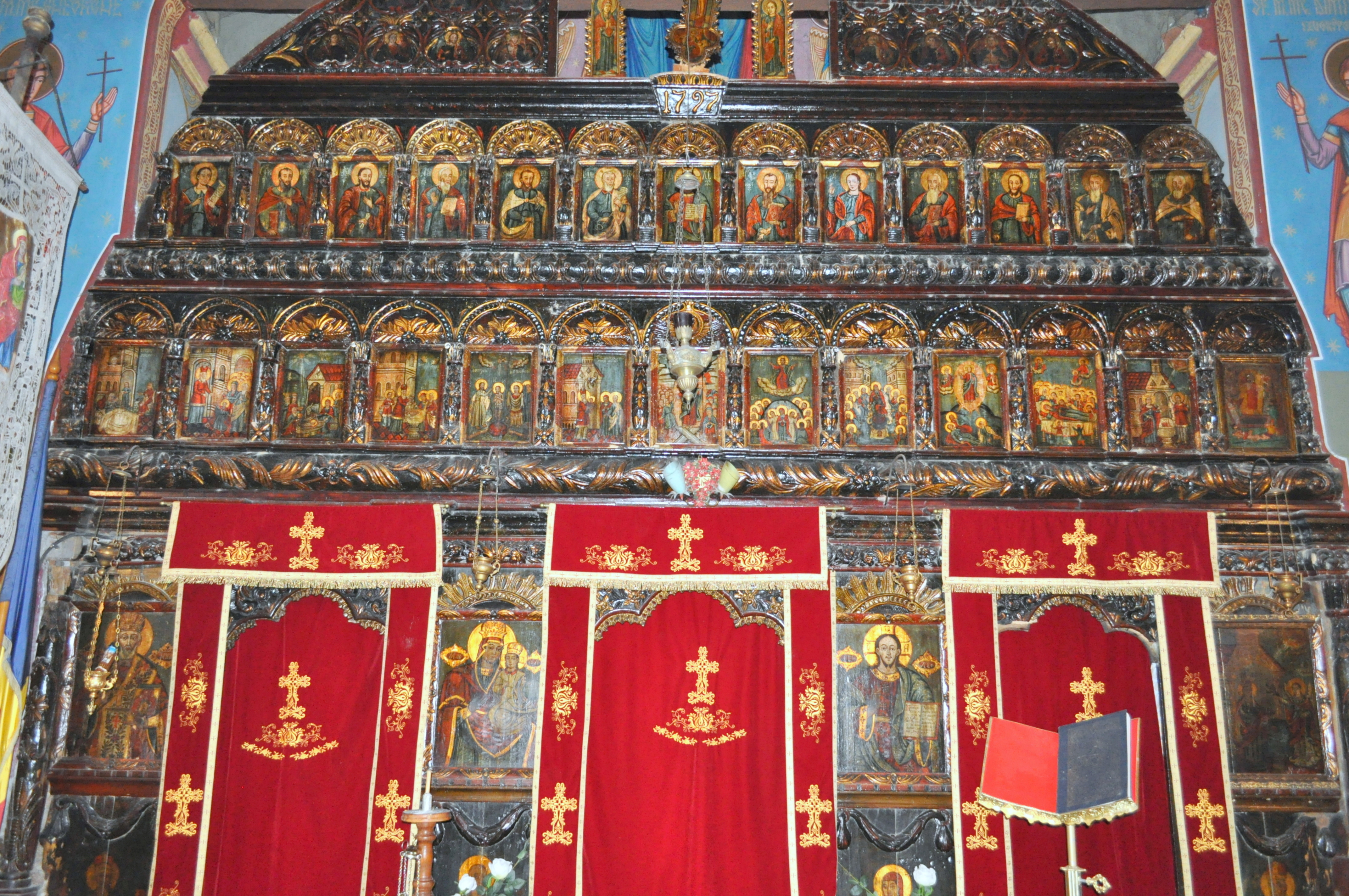
Iconostasul
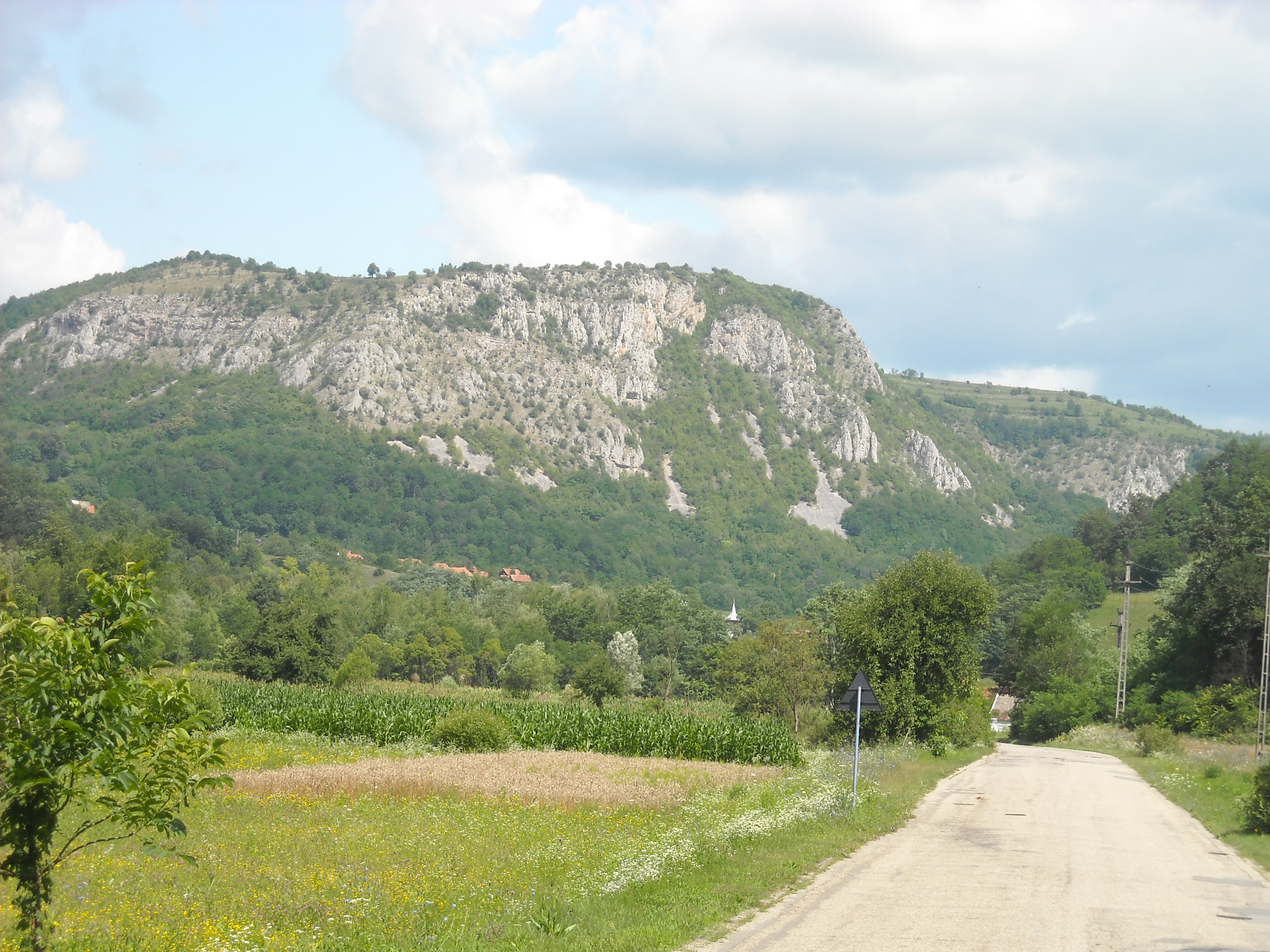
Peisaj din Crăciunești
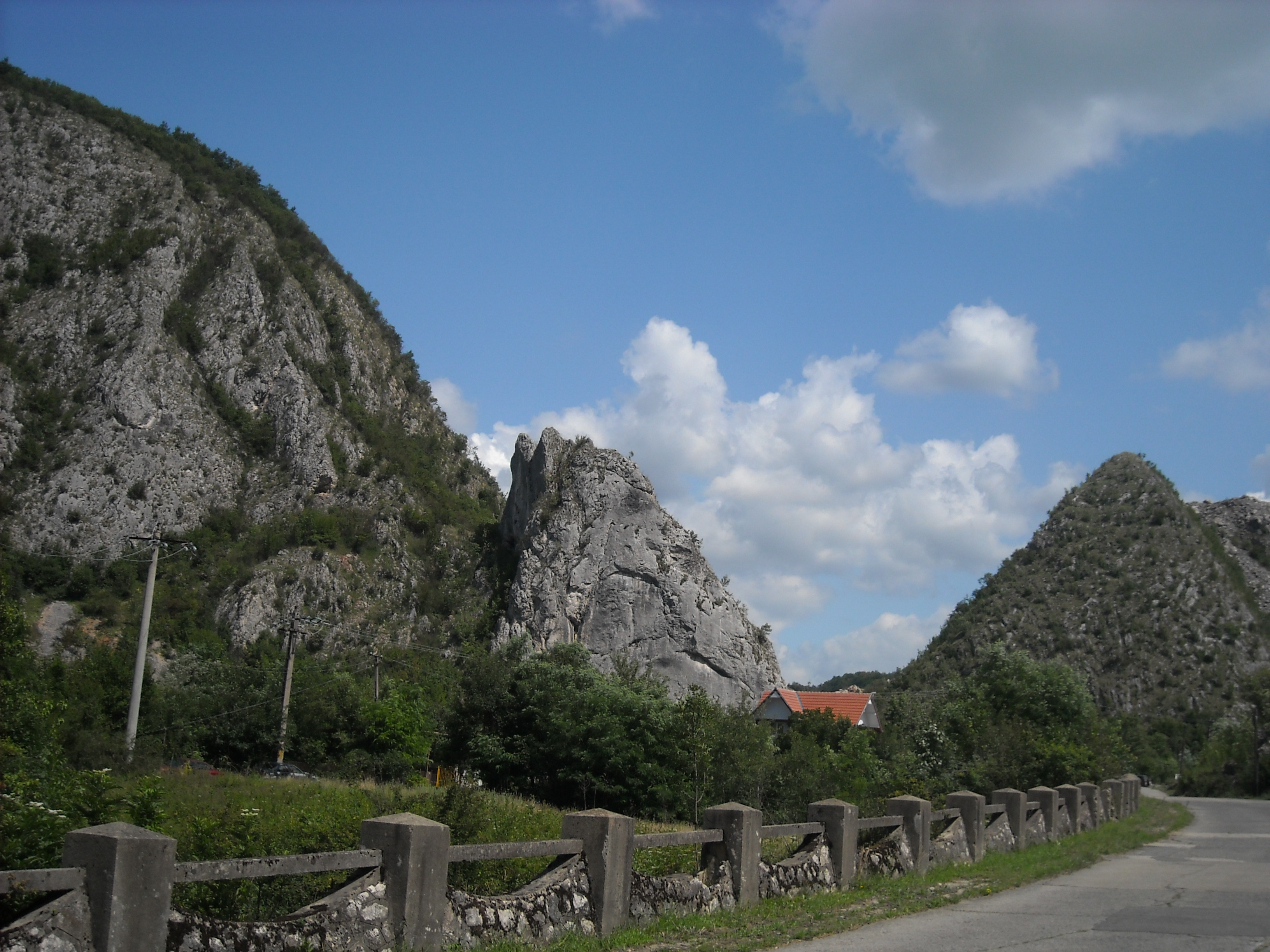
Peisaj din Crăciunești
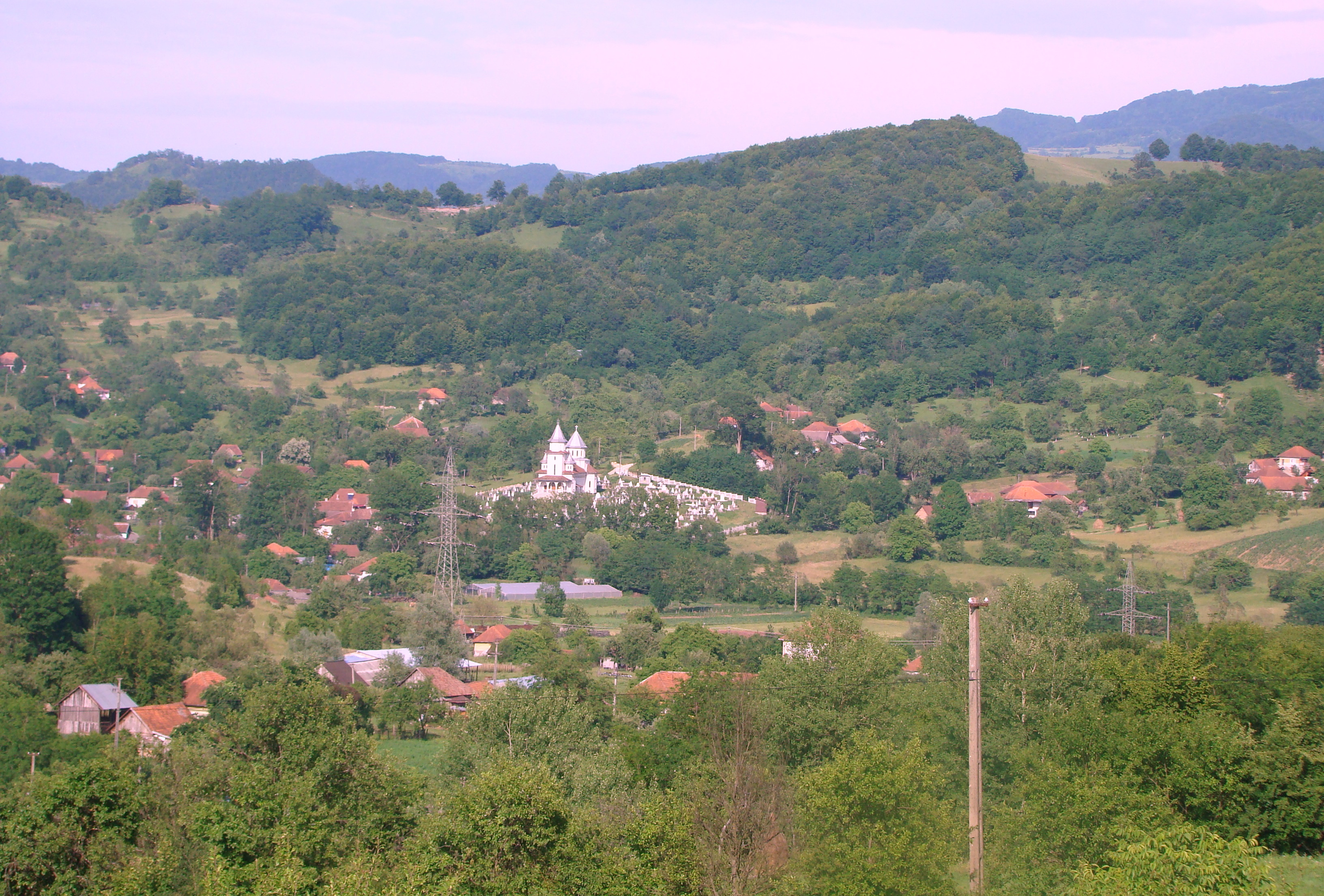
Căinelu de Sus
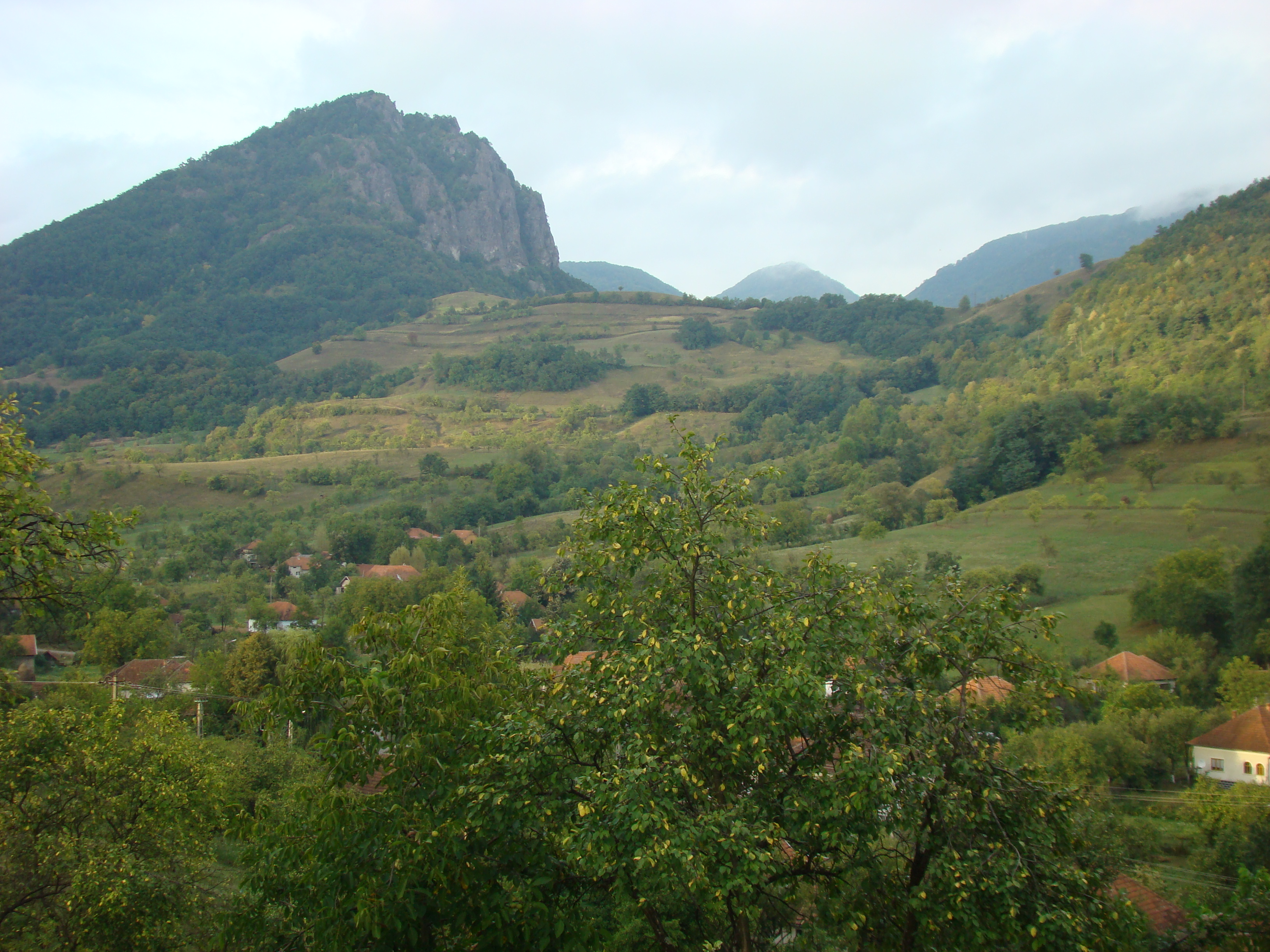
Hărțăgani
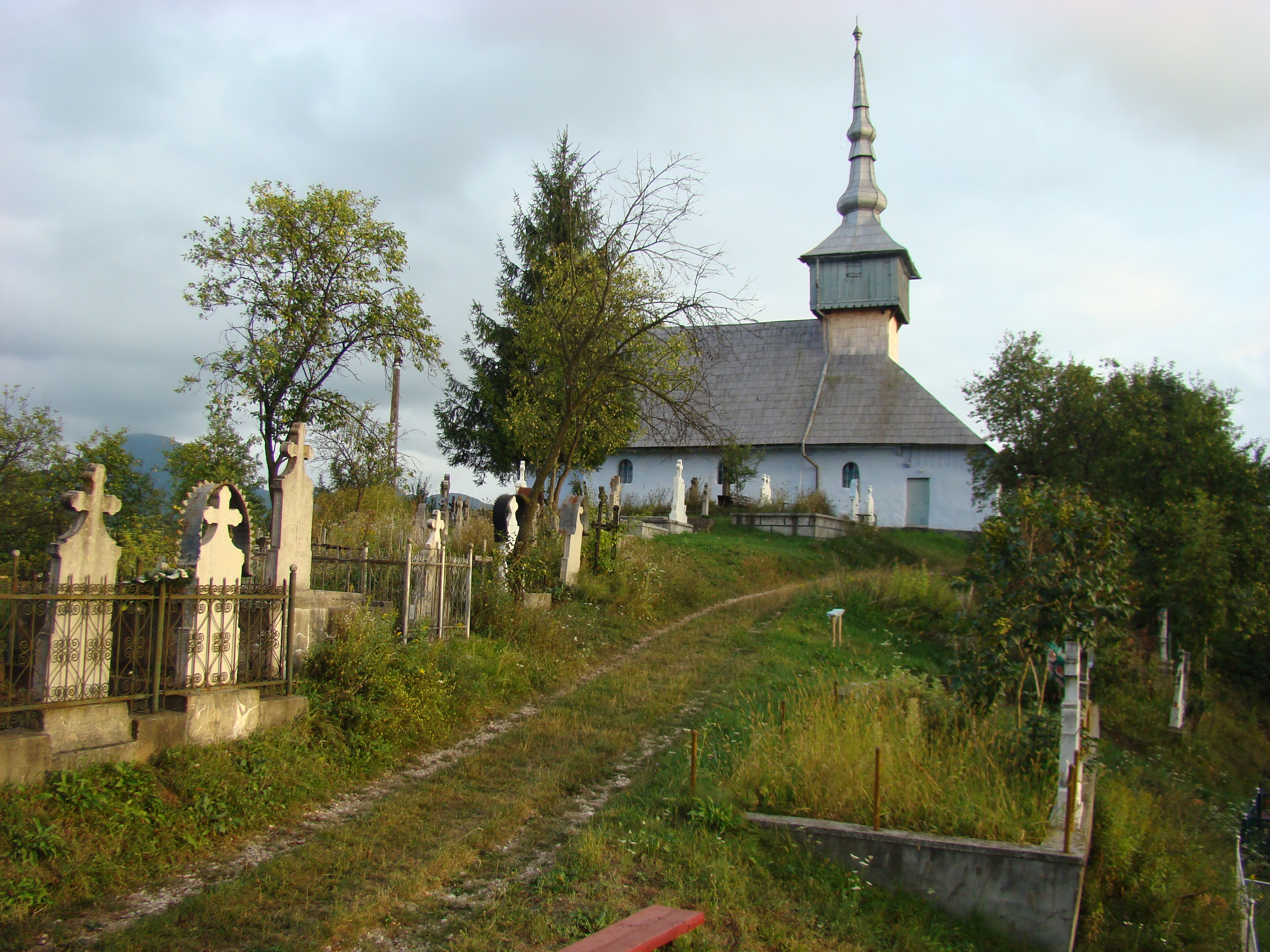
Biserica de lemn din Hărțăgani (monument istoric)
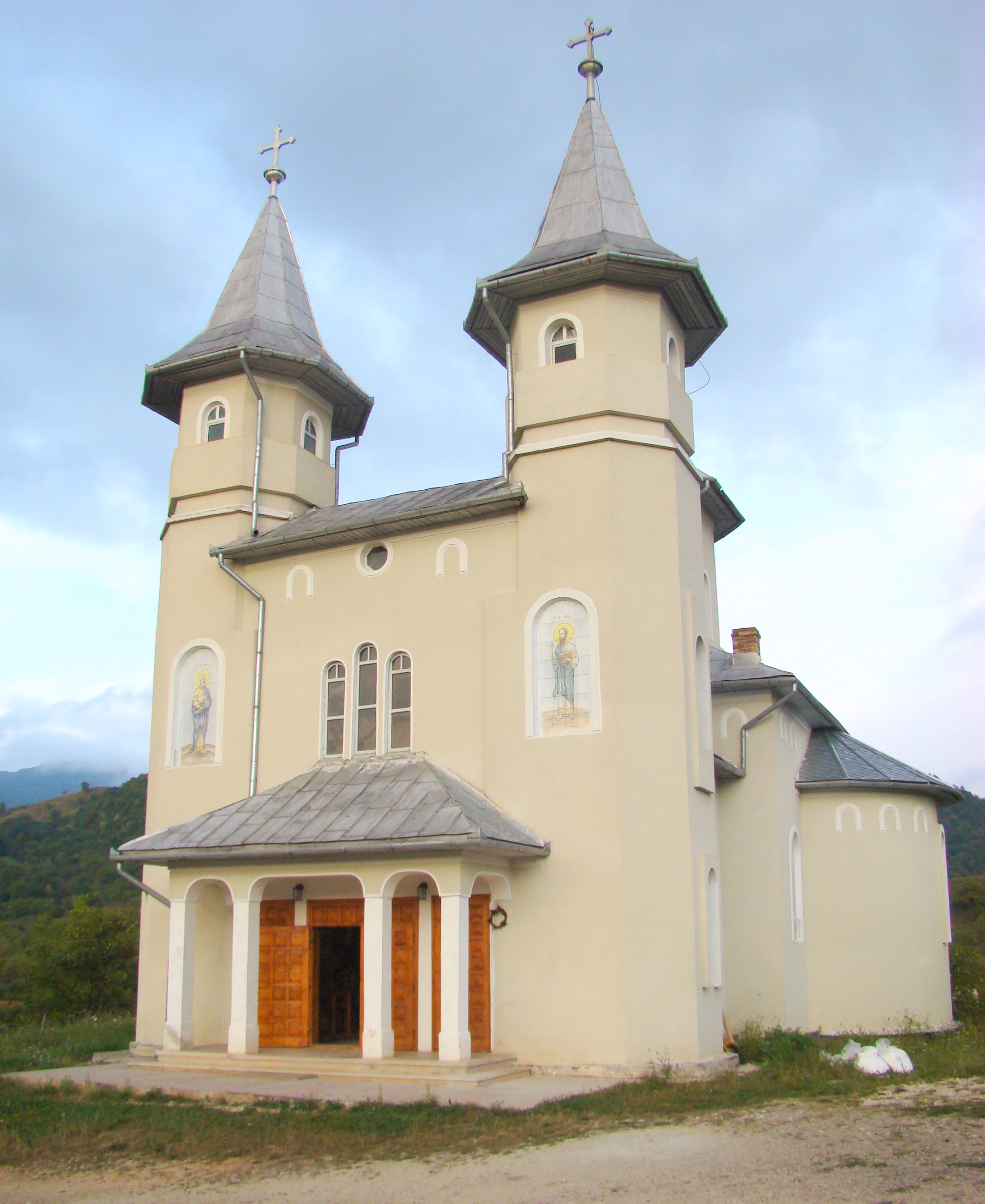
Biserica nouă de zid
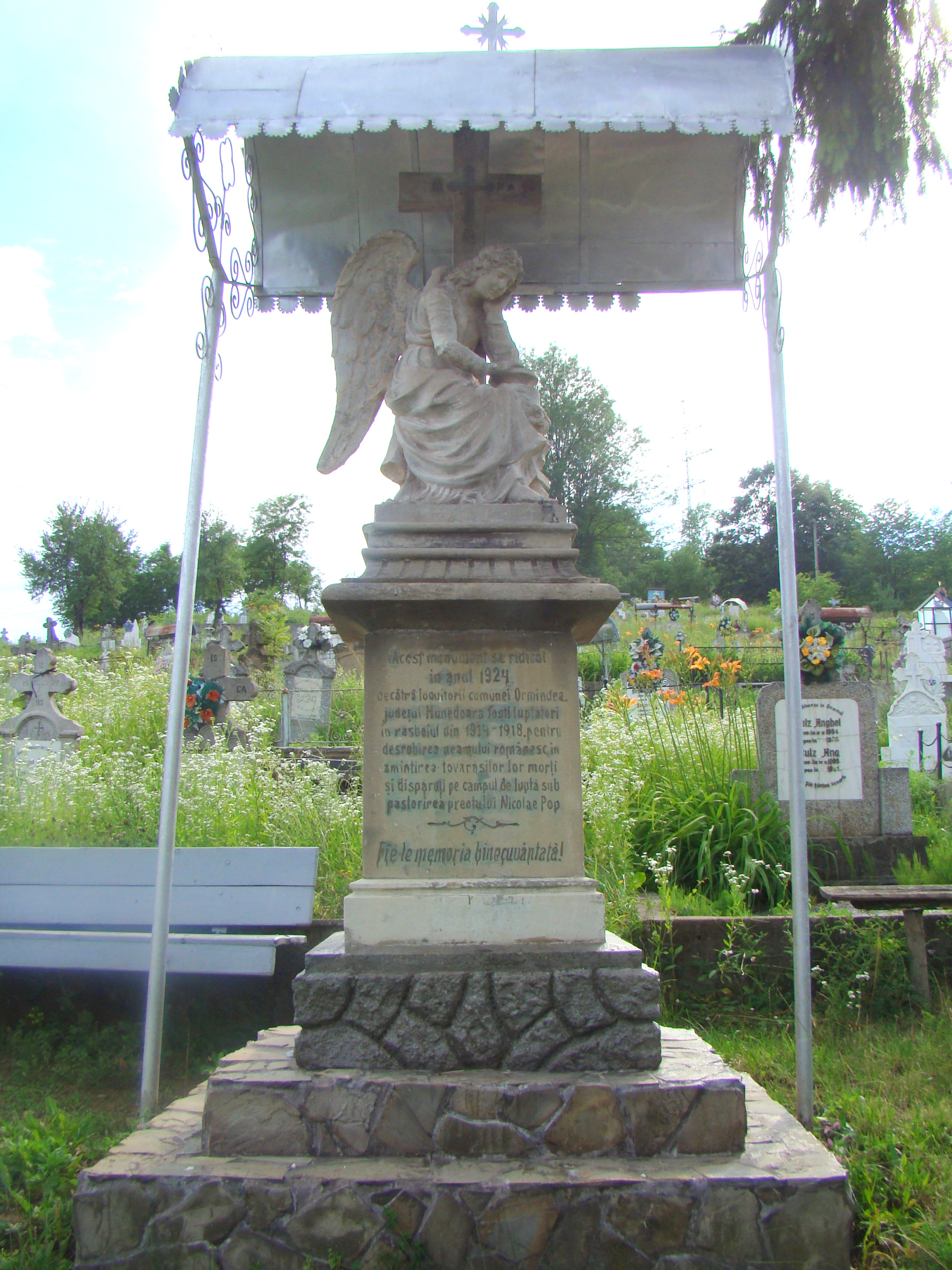
Monumentul eroilor din Ormindea
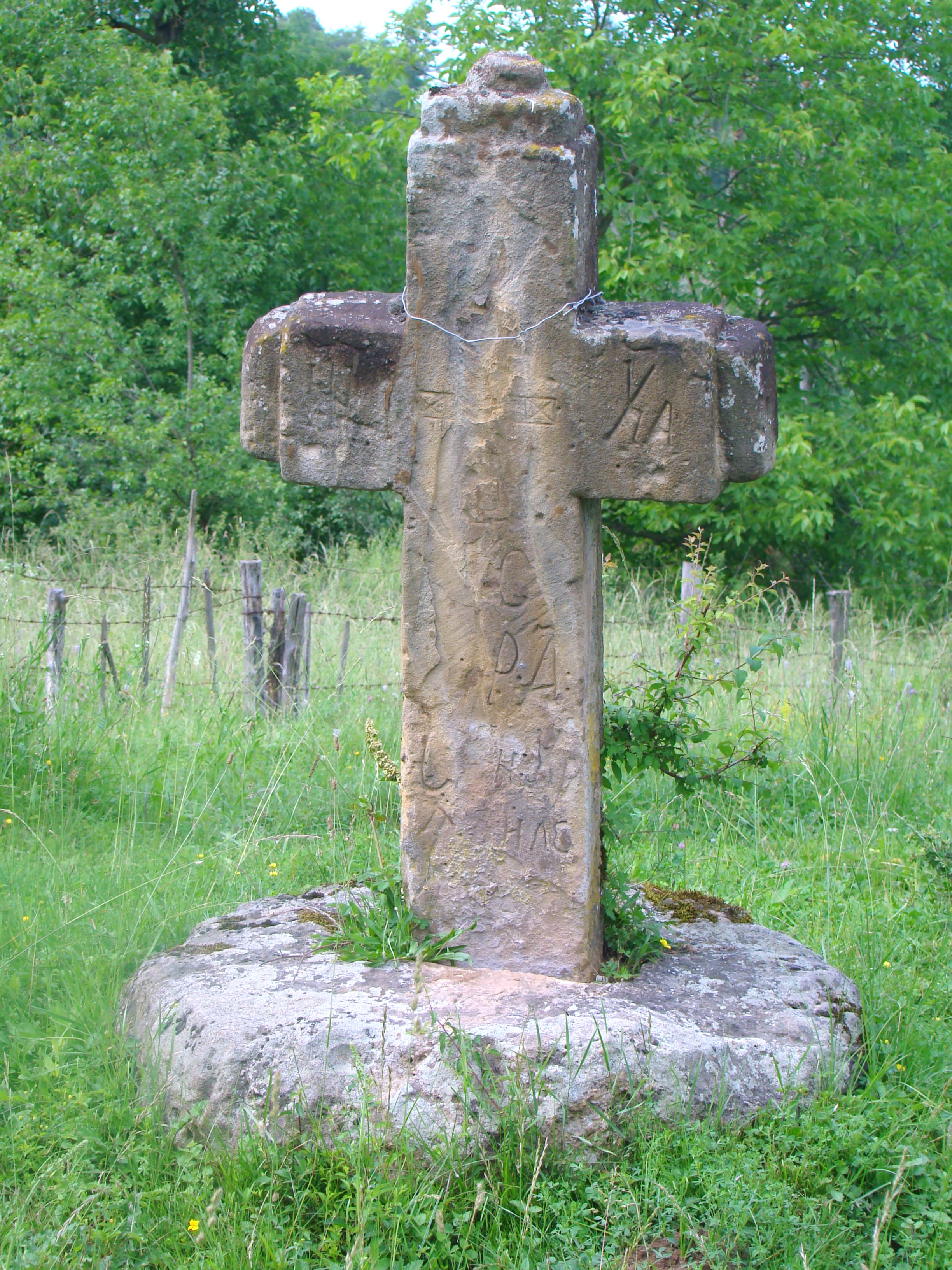
Cruce veche de piatră în Ormindea
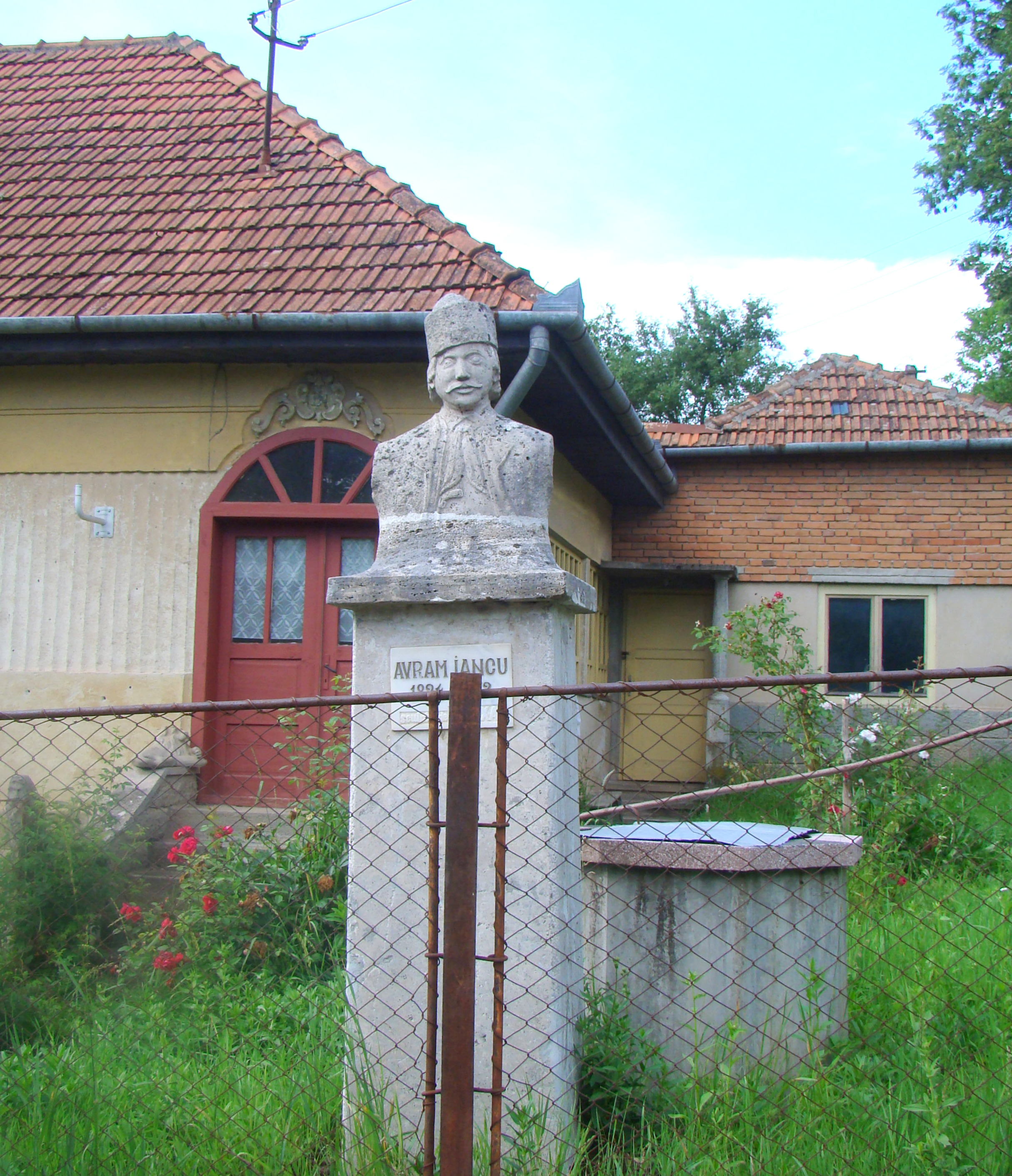
Bustul lui Avram Iancu
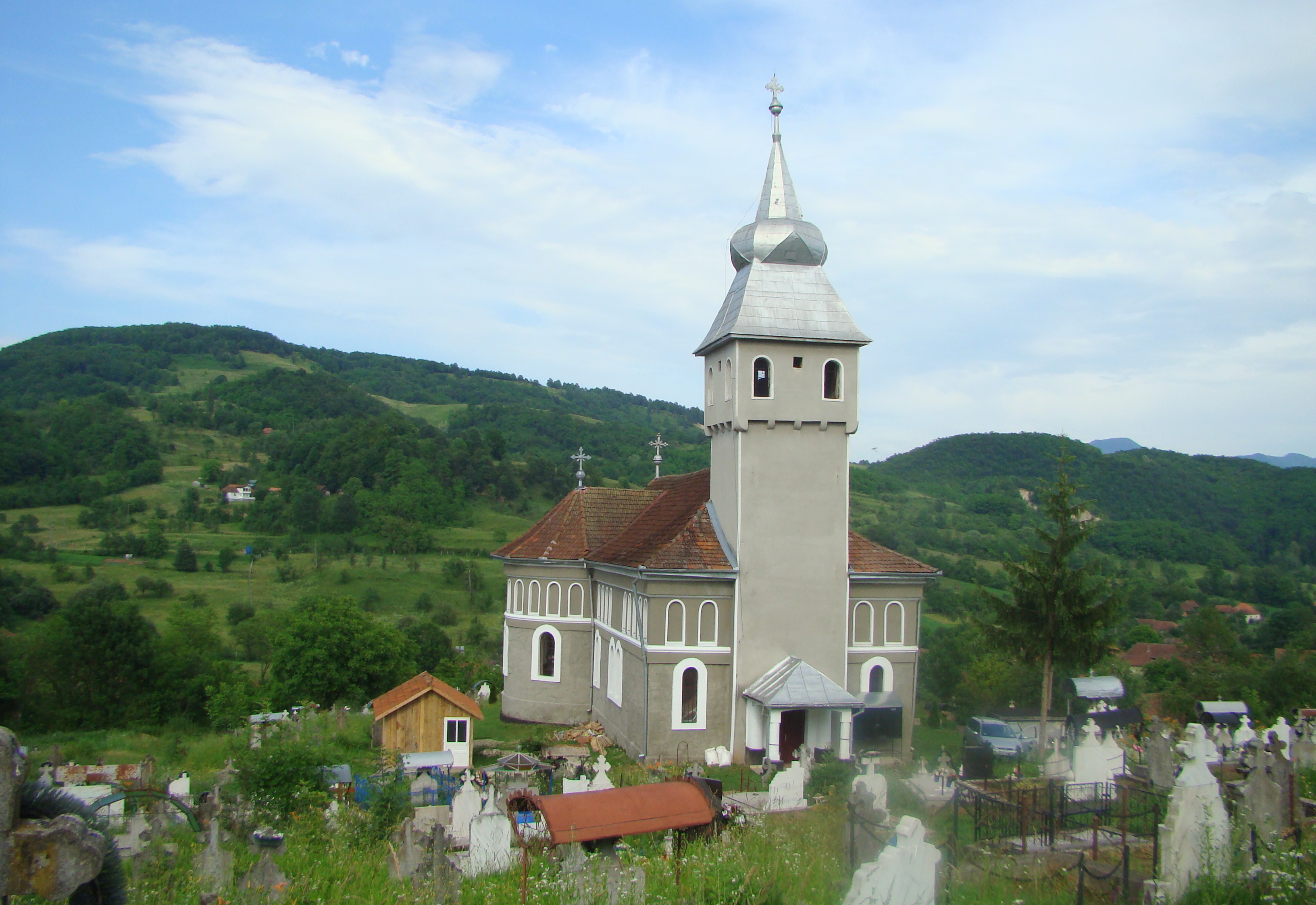
Biserica Buna Vestire din Ormindea
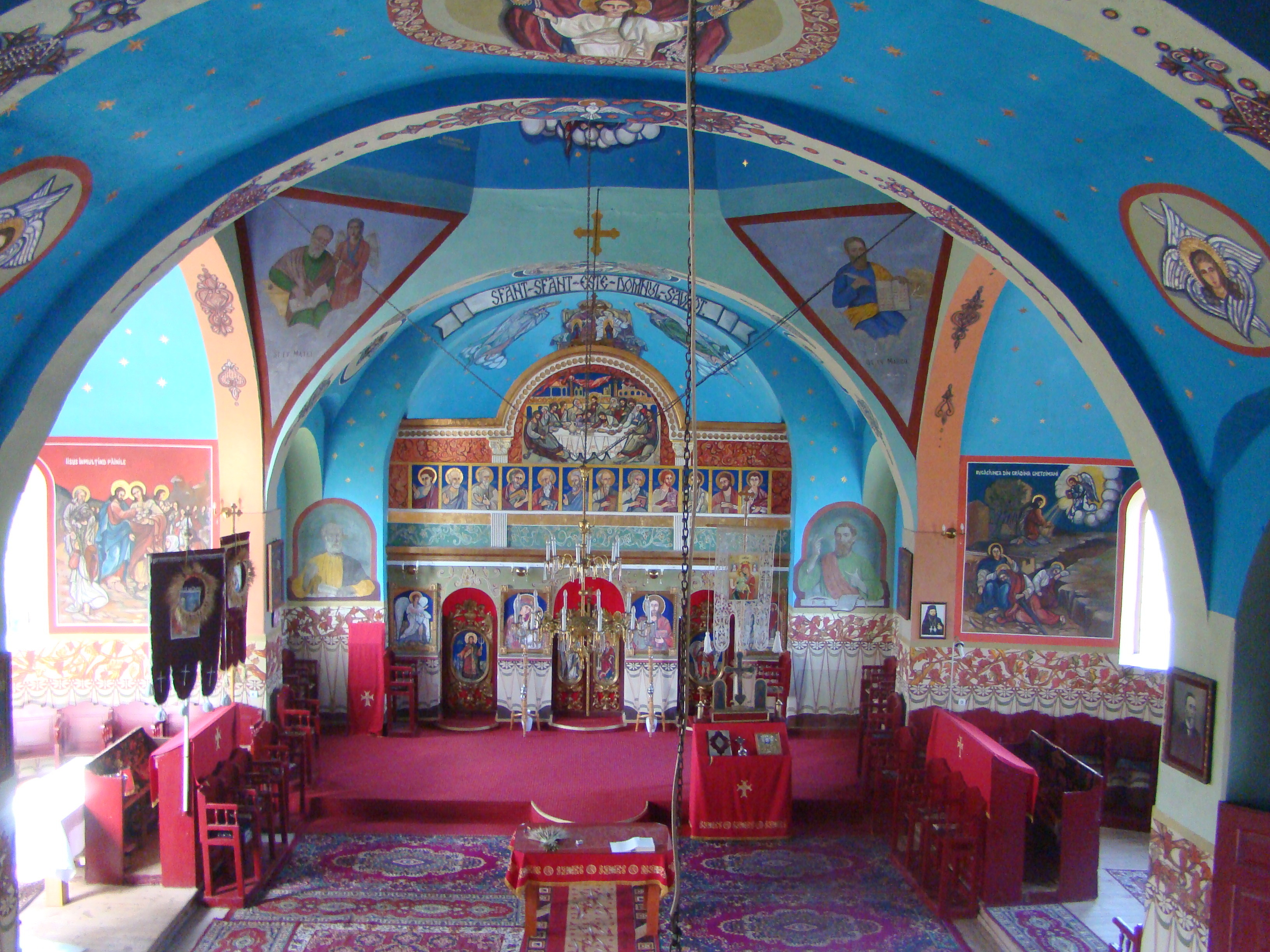
Biserica Buna Vestire din Ormindea (nava spre iconostas)
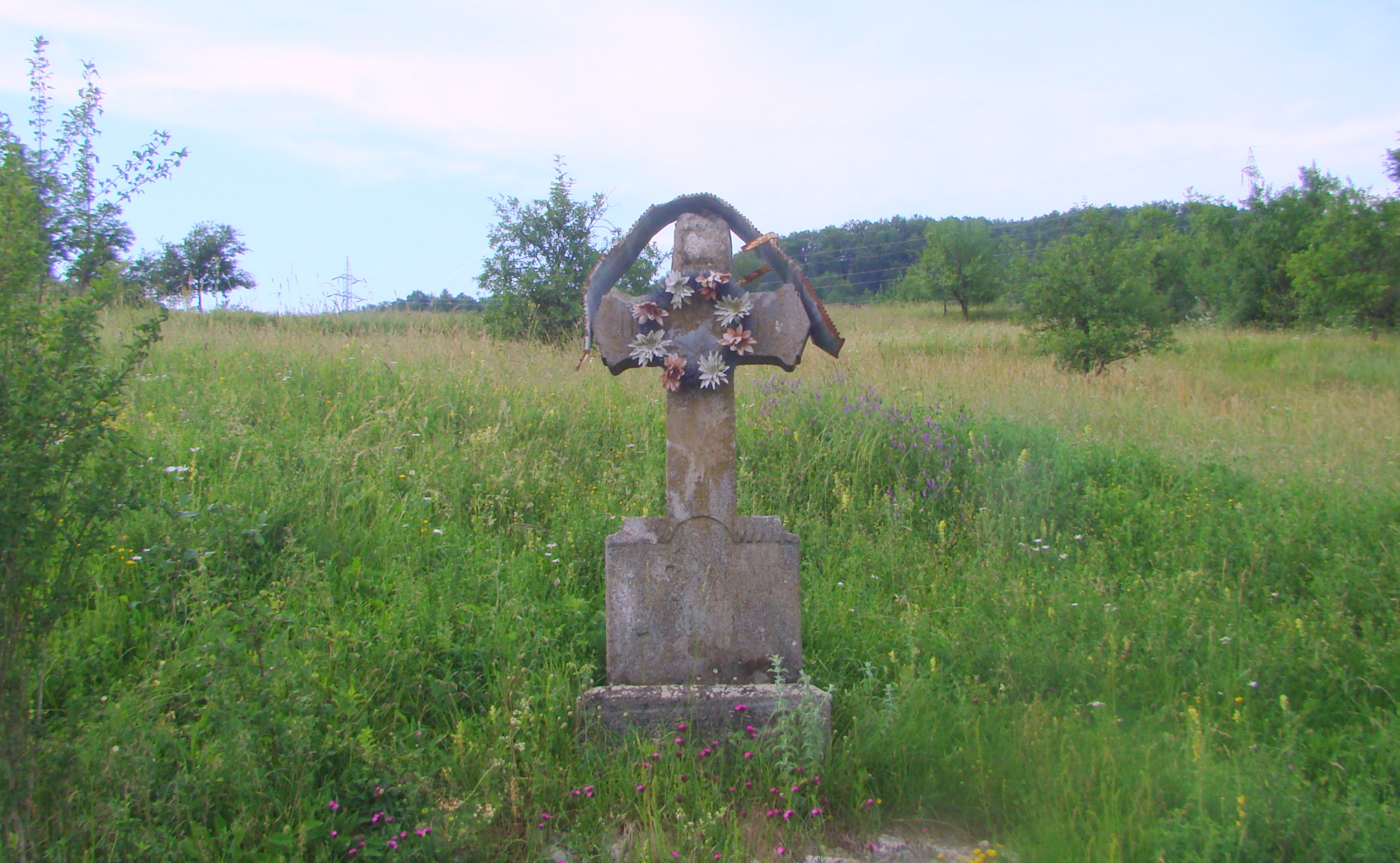
Cruce de hotar în Ormindea
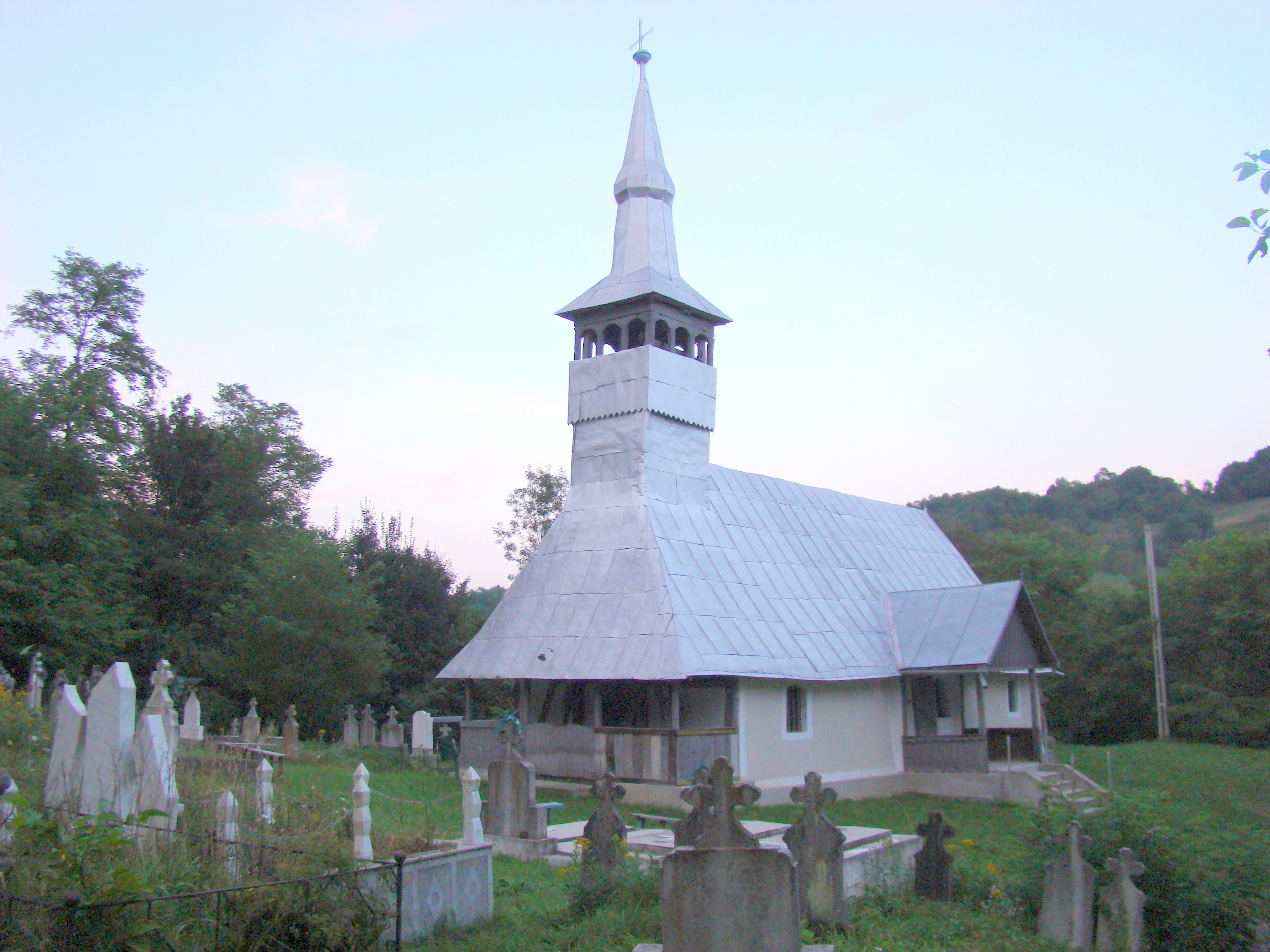
Biserica de lemn din Peștera
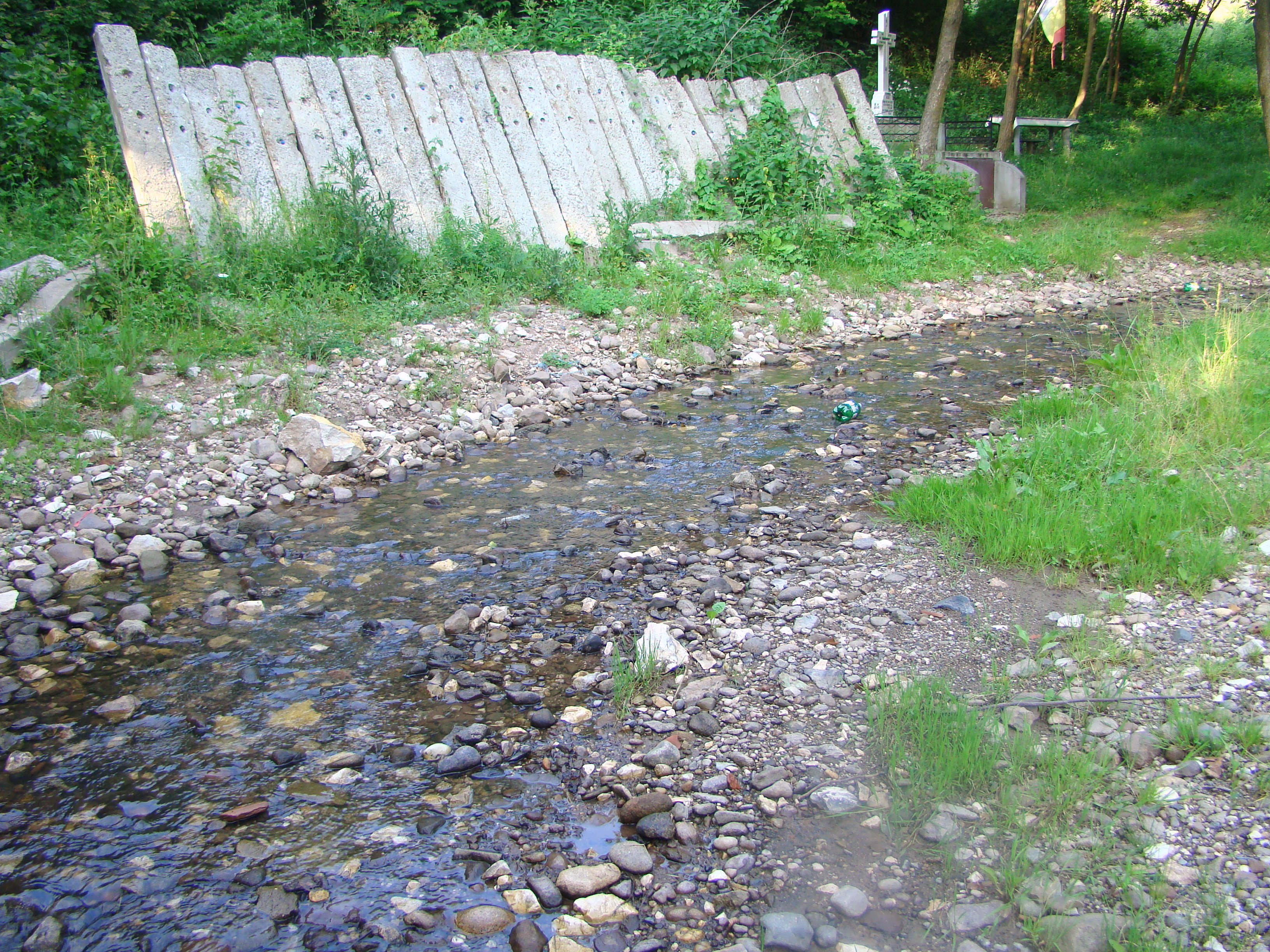
Valea Trestiei (Trestia, judeţul Hunedoara)
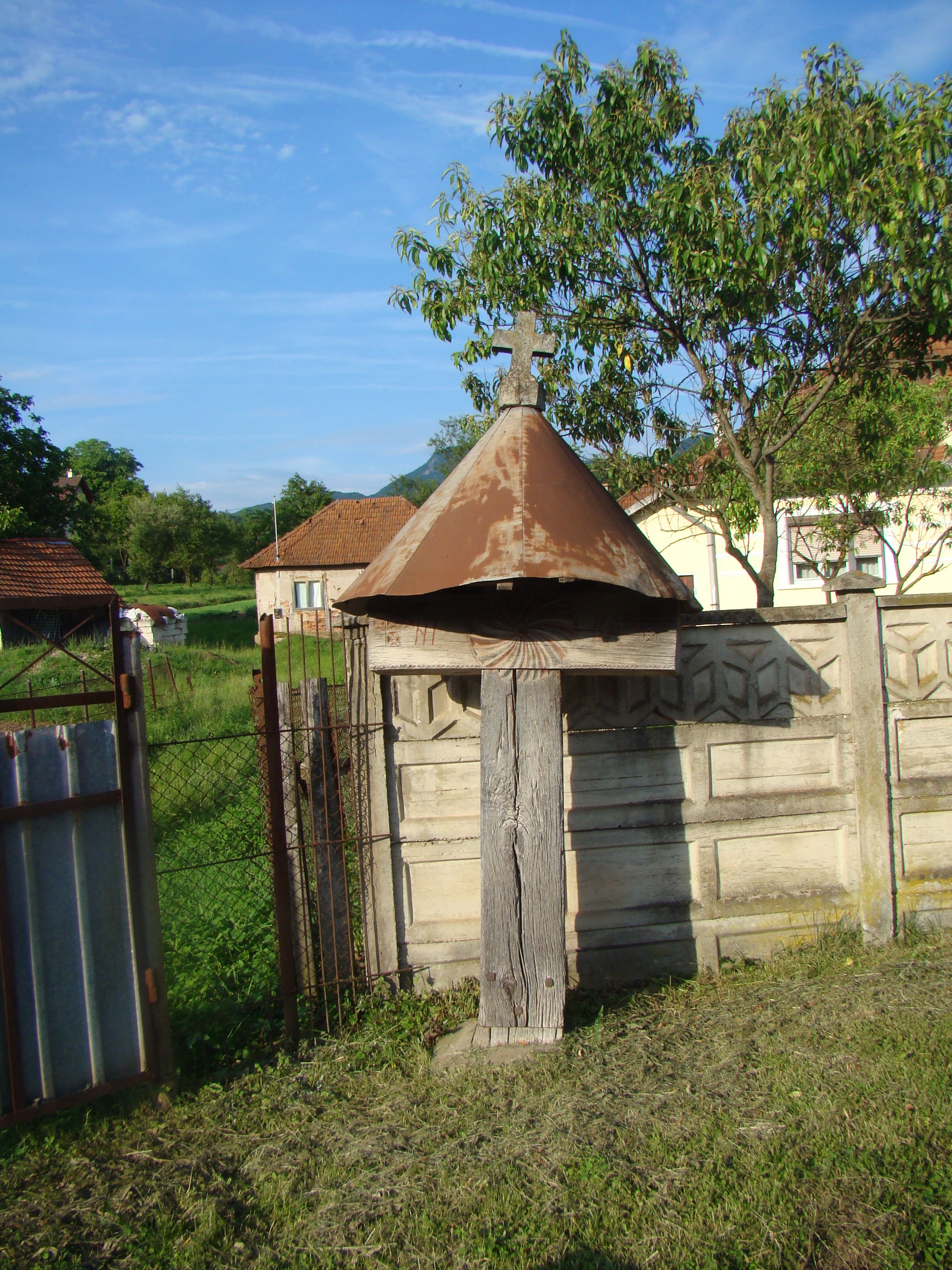
Cruce de lemn în satul Trestia
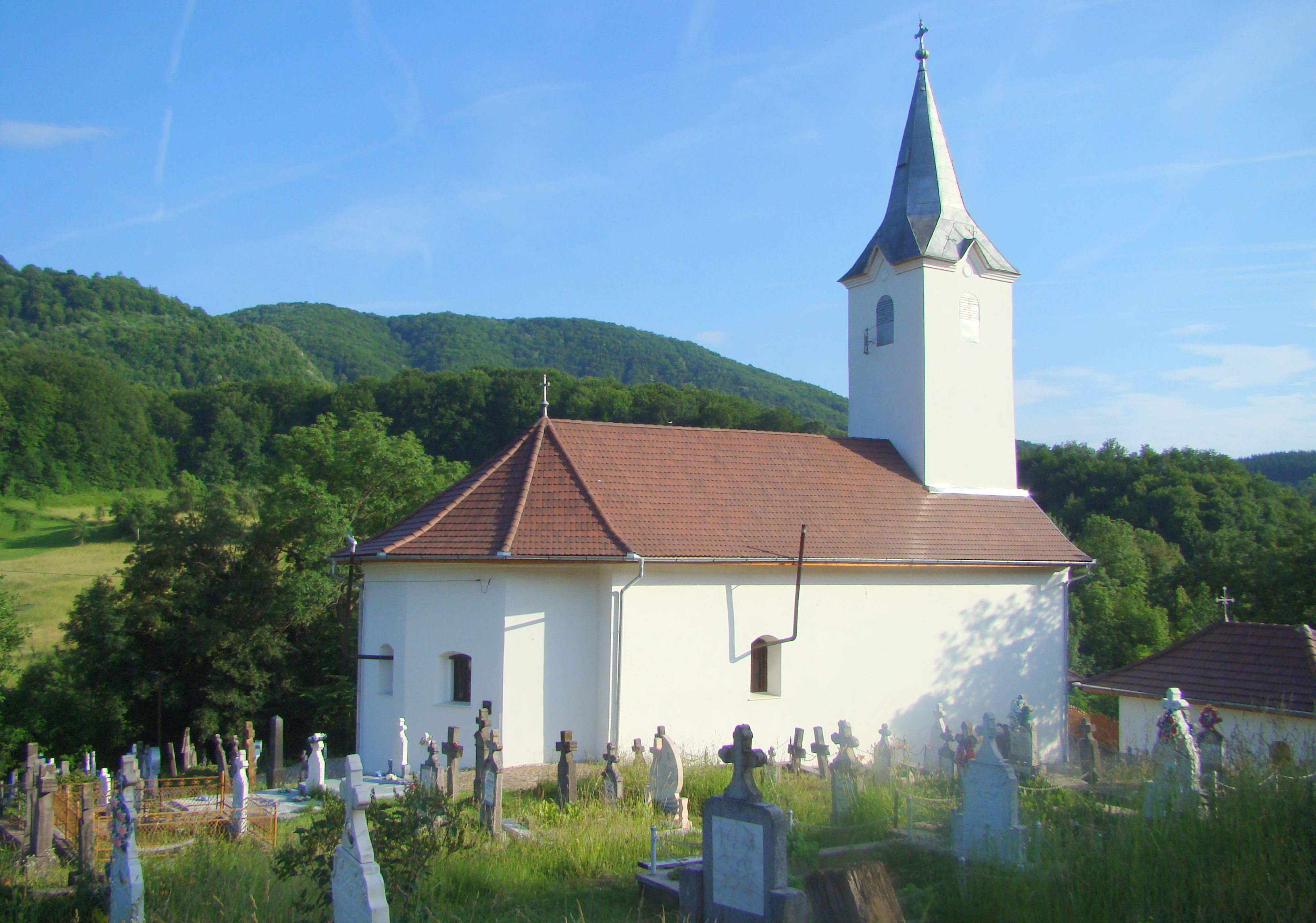
Biserica Buna Vestire din Trestia (monument istoric)
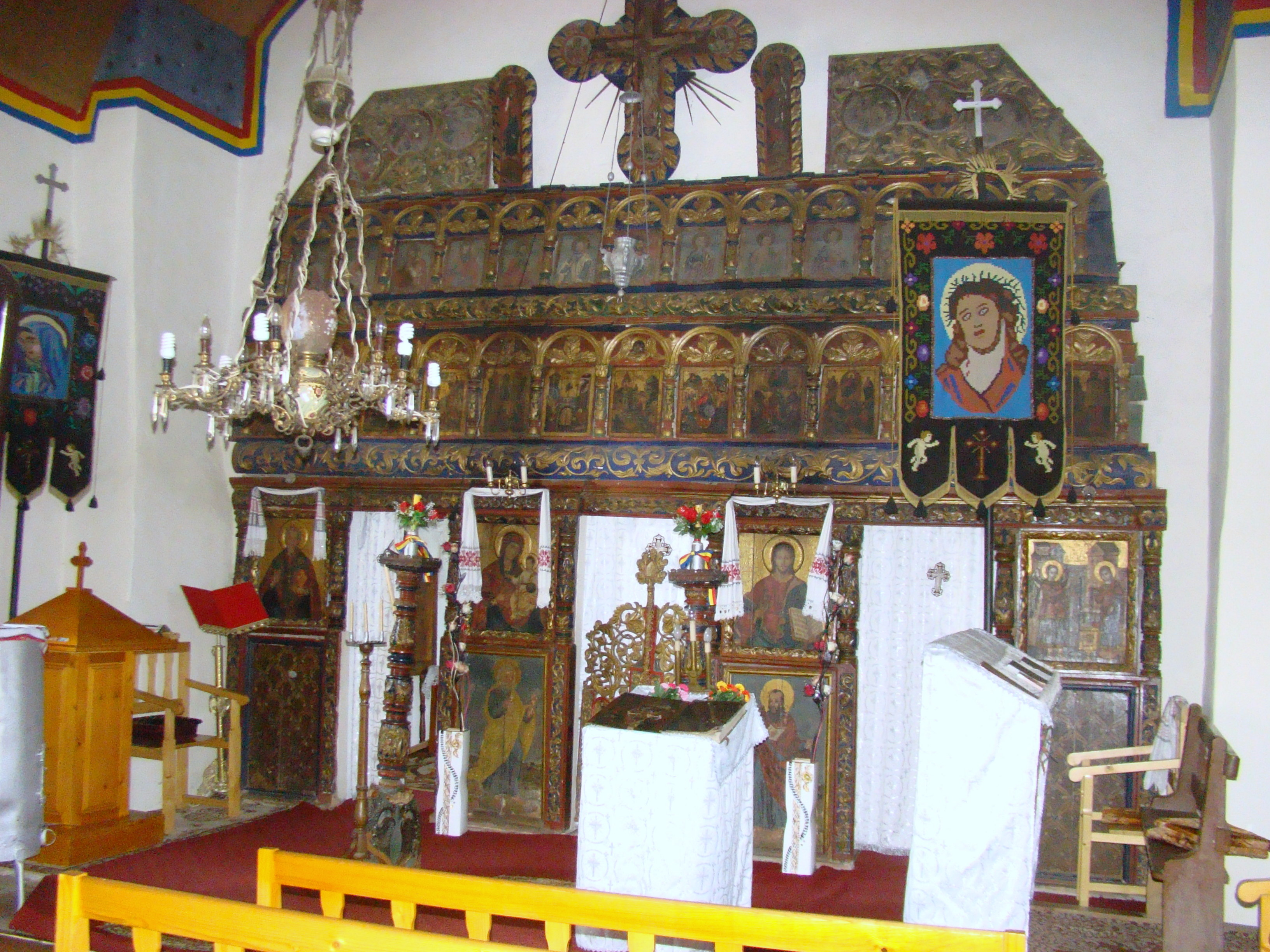
Biserica Buna Vestire din Trestia (iconostasul)